# Terranigma
Terranigma is een actiecomputerrollenspel (RPG) voor de Super Nintendo gemaakt door Quintet in 1995. Het spel is uitgegeven door Enix in Japan en in Europa door Nintendo. In Amerika is het spel niet verschenen, omdat Enix niet langer een Amerikaanse tak had.

## Verhaal van het spel
In Terranigma is Ark, een onstuimige jongeman met een goed hart, de centrale held. Zijn reis brengt hem op de meest bizarre locaties in zijn wereld die op de onze lijkt. Zo bestaan er locaties als Loire, Storckholm, Mosque en Neotokio.
Het verhaal van Terranigma lijkt in het begin erg 'down to earth' te zijn, maar na verloop van tijd ontvouwt er een bijzonder complex verhaal. Ark moet stap voor stap de beschaving helpen opbouwen. Het verhaal mondt uiteindelijk uit in een strijd tussen de oppermachten van Goed en Kwaad waarin Ark een hoofdrol zal vervullen.
In zijn reis wordt Ark vergezeld van een aantal bondgenoten zoals de leeuw Leim, Prinses Elle, en de wetenschapper Beruga. Ark zal ook bevriend geraken met een aantal prominente figuren zoals uitvinders en belangrijke handelaars eens hij de beschaving heeft helpen heropstarten.